# Kraj wschodnioczeski
Kraj wschodnioczeski (czes. Východočeský kraj) powstał 11 kwietnia 1960 na podstawie ustawy nr 36/1960 o podziale terytorialnym państwa jako obszar administracyjny, odpowiednik polskiego województwa. Na podstawie ustawy nr 51/2020 z 29 stycznia 2020  w sprawie terytorialnego podziału administracyjnego państwa przestał istnieć 1 stycznia 2021.
Siedzibą kraju był Hradec Králové. Poza wschodnią częścią Czech właściwych należały do niego także północno-zachodnie Morawy. Graniczył na północnym zachodzie z krajem północnoczeskim, na zachodzie z krajem środkowoczeskim, na południowym zachodzie z krajem południowoczeskim, na południu z krajem południowomorawskim, na wschodzie z krajem północnomorawskim, a na północy z polskim województwem dolnośląskim.
Obejmował jedenaście powiatów: Havlíčkův Brod, Hradec Králové, Chrudim, Jiczyn, Náchod, Pardubice, Rychnov nad Kněžnou, Semily, Svitavy, Trutnov i Uście nad Orlicą.
Pierwotnie kraj wschodnioczeski był także jednostką samorządu terytorialnego posiadającą własną administrację. Na podstawie ustawy nr 347/1997 i ustawy nr 129/2000 o krajach kompetencje samorządu terytorialnego przejęły nowe jednostki; „stare“ kraje stały się jedynie okręgami administracyjnymi dla np. sądów (Sąd Okręgowy w Hradcu Králove), prokuratury, policji czy urzędów skarbowych. 1 stycznia 2021 przestał istnieć również jako okręg administracyjny
Powiaty Hradec Králové, Jiczyn, Náchod, Rychnov nad Kněžnou i Trutnov tworzą samorządowy kraj hradecki. Powiaty Chrudim, Pardubice, Svitavy i Uście nad Orlicą tworzą samorządowy kraj pardubicki. Powiat Semily wchodzi w skład samorządowego kraju libereckiego, a Havlíčkův Brod – Wysoczyny.